# Портных, Борис Владимирович
Борис Владимирович Портных (1915, Урджар, Семипалатинская область — не ранее 1985) — советский хозяйственный, государственный и политический деятель.

## Биография
Родился в 1915 году в селе Урджар. Член ВКП(б).
С 1933 года — на хозяйственной, общественной и политической работе. В 1933—1976 гг. — слесарь в Алма-Ате, окончил Московский кожевенный техникум, механик цеха на заводе в посёлке Вахруши, участник Великой Отечественной войны, инженер, бригадир, главный инженер, директор Слободского кожевенно-обувного комбината им. В. И. Ленина.
Избирался депутатом Верховного Совета РСФСР 8-го созыва.
Умер после 1985 года.